# Werner Schroer

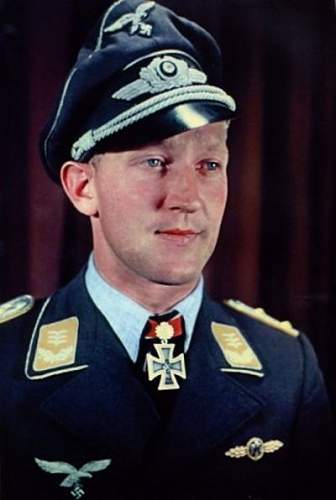
Werner Schroer

Werner Schroer (* 12. Februar 1918 in Mülheim an der Ruhr; † 10. Februar 1985 in Ottobrunn) war ein deutscher Luftwaffenoffizier, zuletzt Major, und zählt mit 114 bestätigten Luftsiegen zu den erfolgreichsten Jagdfliegern im Zweiten Weltkrieg.

## Militärische Laufbahn
Schroer trat 1937 der Luftwaffe bei und gehörte zunächst dem Bodenpersonal an. Von 1938 bis 1940 absolvierte er eine Flugzeugführerausbildung bei der Jagdfliegerschule 1. Im August 1940 kam er zur I. Gruppe des Jagdgeschwaders 27, in dessen Reihen er in der Folge am Ärmelkanal sowie Einsätze über Südengland flog. Im April 1941 wechselte Schroer mit seinem Jagdgeschwader zum Afrikakorps über, wo er sich ab April 1941, neben Hans-Joachim Marseille, mit 61 bestätigten Luftsiegen zum erfolgreichsten deutschen Jagdflieger auf dem afrikanischen Kontinent etablierte. Am 1. Juli 1942 stieg er dort bereits zum Staffelkapitän der 8. Staffel des Jagdgeschwaders 27 auf.
Am 21. Oktober 1942 wurde er für seinen 49. Luftsieg mit dem Ritterkreuz des Eisernen Kreuzes ausgezeichnet. Am 20. April 1943 stieg Schroer zum Kommandeur der II. Gruppe innerhalb seines Geschwaders auf. Seine Geschwadergruppe wurde in dieser Zeit im Mittelmeerraum über Sizilien und Süditalien eingesetzt. Ab August 1943 fand Schroer Verwendung bei der Reichsluftverteidigung, wo ihm am 2. August 1943 für seinen 84. Luftsieg das Eichenlaub verliehen wurde.
Im März 1944 wurde Schroer zum Kommandeur der III. Gruppe im Jagdgeschwader 54 ernannt, wo ihm bis Juli 1944 sein 100. Luftsieg gelang. Am 21. Juli 1944 wurde Schroer an die Verbandsführerschule abkommandiert, wo er bis Februar 1945 als Lehrer für Luftkriegstatik fungierte. Noch im Februar 1945 wurde Schroer zum Kommodore des Jagdgeschwaders 3 (Udet) ernannt, wo er am 16. April 1945 die Schwerter zum Ritterkreuz verliehen bekam. Insgesamt errang Schroer auf 197 Feindflügen 114 Luftsiege, davon 102 gegen anglo-amerikanische Flugzeugmuster einschließlich 26 viermotorigen Bombern.
Am 7. Mai 1945 kapitulierte er mit seinem Geschwader vor den heranrückenden britischen Truppen. Aus der Kriegsgefangenschaft wurde er im Februar 1946 entlassen. Er arbeitete zunächst als Taxifahrer in Frankfurt am Main und studierte nebenbei Betriebswirtschaftslehre. Nach seinem Abschluss als Diplom-Kaufmann arbeitete er elf Jahre in Rom. Als Privatmann versuchte er die Errichtung eines Denkmals für seinen Freund Hans-Joachim Marseille zu realisieren, was jedoch nicht gelang. 1973 wurde er im Rahmen der britischen TV-Serie Die Welt im Krieg (The World at War) über seine Erfahrungen in der Luftwaffe während des letzten Kriegsjahres interviewt. Vor seiner Pensionierung war er jahrelang leitender Angestellter bei Messerschmitt-Bölkow-Blohm. Schroer starb 67-jährig am 10. Februar 1985 in Ottobrunn bei München.

## Auszeichnungen
- Verwundetenabzeichen (1939) in Schwarz
- Frontflugspange für Tagjäger in Gold
- Flugzeugführer- und Beobachterabzeichen
- Ehrenpokal für besondere Leistung im Luftkrieg am 6. August 1942
- Deutsches Kreuz in Gold am 9. September 1942
- Eisernes Kreuz (1939) II. und I. Klasse am 19. April 1941 bzw. am 15. September 1941
- Ritterkreuz des Eisernen Kreuzes
  - Ritterkreuz am 20. Oktober 1942
  - Eichenlaub am 2. August 1943
  - Schwerter am 19. April 1945 (144. Verleihung)